# لا حب
«لا حب» (بالإنجليزية: No Love)‏ هي أغنية أُنتجت في 2010 من غناء مغني الراب إيمينيم بالمشاركة مع ليل واين.في 28 أغسطس 2010، بيلبورد أعلنت أن لا حب ستكون الأغنية المنفردة الثالثة من ريكوفاري. وأُصدرت في الراديو بتاريخ 5 أكتوبر 2010.

## عدد المشاهدات على اليوتيوب
حصد المقطع على موقع اليوتيوب 470 مليون مشاهد

## خلفية
الأغنية عن الأشخاص الذين ذلوا إيمينيم وليل واين في الماضي. إيمينيم صرح أن ليل واين سيظهر في أغنية من ألبومه، بعد أن ظهر إيمينيم في أغنية «دروب ذا وورلد» من ألبوم ليل واين ريبيرث.

## الأغنية المصورة

إيمينيم و ليل واين في الفيديو داخل غرفة سوداء مفعمة بالدخان.

في صفحة إيمينيم في موقع تويتر، أعلن أن الأغنية المصورة لـ«لا حب» سيصدر قريباً.و قد صرح أيضاً عن طريق تويتر أن مقطع ليل واين قد تم تصويرة قبل دخولة السجن:"من حسن الحظ أننا صورنا مقطع واين قبل أن يذهب.يجب أن نصور المتبقي من فيديو «لا حب» قريباً. (بالإنجليزية: We got Wayne's verse filmed before he went away luckily. Gotta shoot the rest of a "No Love" video real soon. Keep your head up Weezy)‏" مقطع قصير من الفيدو أصدر في صفحة إيمينيم في موقع يوتيوب في 29 سبتمبر 2010، العرض العالمي الأول كان في 30 سبتمبر في الثامنة مساءً بتوقيت شرق الولايات المتحدة (منتصف الليل بالتوقيت العالمي) في موقع Eminem.com.

## العروض الحية
إيمينيم قدم عرضاً لـ«لا حب» خلال رحلة مع جاي زي.

## القوائم
«لا حب» ظهرت لأول مرة في قائمة «هوت 100» من مجلة بيلبورد في المركز 23 بع إصدار الألبوم ريكوفاري. ودخلت مرة أخرى للقائمة في المركز 89 بعد الإصدار الرسمي كأغنية منفردة.
| القائمة (2010)                           | أعلى مركز |
| ---------------------------------------- | --------- |
| Canada (كاناديان هوت 100)                | 49        |
| UK R&B (The Official Charts Company)     | 26        |
| UK Singles (The Official Charts Company) | 77        |
| US Billboard Hot 100                     | 23        |

## تاريخ الإصدار
| البلد            | التاريخ       | الشكل          | الشركة المنتجة                                  |
| ---------------- | ------------- | -------------- | ----------------------------------------------- |
| الولايات المتحدة | 5 أكتوبر 2010 | أسطوانة منفردة | تسجيلات شيدي، أفترماث للتسلية، إنترسكوب ريكوردز |
| المملكة المتحدة  | 8 نوفمبر 2010 | أسطوانة منفردة | تسجيلات شيدي، أفترماث للتسلية، إنترسكوب ريكوردز |

## وصلات خارجية
- الأغنية الموصورة الرسمية لـ"لا حب" على يوتيوب